# 용인시박물관
용인시박물관은 경기도 용인시에 있는 박물관이다.